# Милан Ћопић
Милан Ћопић (Сењ, 4. децембар 1897 — Белгија, 1941) је био југословенски комуниста и револуционар. Рођени је брат Владимира Ћопића, учесника руске револуције и једног од вођа КПЈ. 
Међуратни период је провео илегално путујући по Европи, по налогу Москве. Говорио је италијански, мађарски, француски, немачки, шпански, руски и друге језике.
У шпанском грађанском рату је био управник затвора Интернационалних бригада. У Републици Шпанији је осуђен због вансудских егзекуција и тортуре затвореника на смрт, али казна никада није извршена. Убијен је у немачком логору 1941. године.

## Биографија
Породица Ћопића била је велика. Према једном извору имали су четрнаестеро деце. Отац Јово, црквењак парохије, је био Личанин, а мајка му је била Амалија, рођена Лончарић.
Милан је рођен 4. децембра 1897. у Сењу. Био је шест година млађи од брата Владимира. Завршио је основну школу у Сењу. По подацима сестре Јелене »бавио се које чиме, помало земљорадњом«, док је полиција забележила да је био трговачки помоћник, али и зидарски радник, па металац, рудар, војник, приватни чиновник и уза све то још и »биљежник код расписног поверенства III разреда код краљевског финансијског равнатељства у Загребу«.
Године 1915. мобилисан је у аустроугарску војску, а затим послан на италијански фронт. Служио је у саставу 26. домобранске пуковније у чину поднаредника. Са фронта се вратио концем 1918. године.

### Приступање комунистима
У двадесет и другој години, Милан је кренуо путем револуционара, под непосредним утицајем старијег брата Владимира, који се крајем 1918. вратио из Совјетске Русије. 
Почетком 1919. године Министар унутрашњих послова Светозар Прибићевић јавио је хрватском бану да се из Совјетске Русије враћају агитатори бољшевичких идеја изван Русије«, међу којима је »најглавнији Милан Ћопић, православни Хрват из Сења, председник Југословенске секције.« Иако Милан тада није био у Русији, тако је забележен у полицији.

### Афера Дијамантштајн
Почетком 1919. године комунисти су припремали револуцију у Краљевини СХС. У то време, Милан је био пешадијски поднаредник у Загребу. Група његовог брата Владимира је илегално радила у војсци, припремајући устанак. За непосредни рад у војсци био је задужен поднаредник Ћопић, али је прави руководилац у војсци био капетан Јосип Мецгер.
Ћопић је, заједно са другим завереницима, био члан »подземног совјета«, чија је функција била илегална организација покрета и подела појединих ресора. Он је имао издржавати болницу и похрањивати илегалне летке. Ћопић је у стану давао уточиште комунистима који су долазили у Загреб. Према сведочењу, он је давао војничке исправе »куририма«, које је потписивао сам, или је кривотворио потпис капетана Петричевића.
Кад су почела хапшења, Миланов старији брат Владимир је међу првима ухапшен. Другови су му долазили у затвор кроз прозор захода месног суда, који је граничио с ходником војног затвора. Према сведочењима окривљених, уводио их је управо Милан Ћопић, који је у то време био војна особа. Из затвора, Владимир је писао Милану писмо које је полиција ухватила приликом његова хапшења.
Полиција је у јулу 1919. ухапсила Милана и друге умешане у аферу Дијамантштајн. У његову је стану за време полицијске преметачине нађено читаво складиште бољшевичких летака на хрватско-српском, француском и турском језику. Дана 6. априла 1920. године Ћопићу је изречена казна 5 месеци затвора, али пошто је дуже провео у притвору, он је као и сви други пуштен на слободу.
По изласку из затвора, Милан је отишао у Београд. Концем септембра био је, према полицијским подацима, запослен у Београду као помоћник код Бродарског синдиката. Милан је 29. септембра године 1920. у Београду добио од секретара ЦК Филипа Филиповића карактеристику у којој се наводи да мора »емигрирати из Југославије да би избегао буржоаски суд, због комунистичке пропаганде«.
У октобру 1920. године, на расправи која се водила пред дивизионим судом у Загребу поводом улоге поднаредника Ћопића у афери Дијамантштајн, константовано је да се он «налази у Русији«. Добривоје Алимпић у својим сећањима описује како је Милана из јужне Србије пребацио преко границе у Бугарску.

### Емиграција у СССР
Учесник руске и мађарске револуције А. Муфтић из Сарајева, у својим сећањима пише: »Кад сам стигао у Беч ту сам се сусрео с Миланом Ћопићем, који је емигрирао из Југославије, преко Турске и Бугарске.«
Дана 7. фебруара 1921. су у Биро Петроградског југословенског одељења стигли Ћопић и Муфтић, те да је Милану издана потврда да је члан КПЈ и да га шаљу у Петроградски емигрантски пододел. У међувремену секретар Југословенског централног бироа при ЦК РКП (б) Михајло Томац из Москве јавља да је Милан Ћопић именован за политичког организатора на командантским курсевима Црвене армије у Москви, те их 12. новембра шаљу у у Москву.
Милан Ћопић у Русији држи војну обуку југословенским револуционарима, након чега се враћа у земљу. Он је предавао на Другом курсу војних команданата, у југословенском одељењу, које је организовао Централни југословенски биро при ЦК РКП(б) за југословенске ветеране руске револуције, који су се враћали у домовину.

### Атентат на краља Александра
Након неуспелог комунистичког атентата на регента Александра, Ћопић је дошао у Југославију 1922. године да обави атентат. Мирослав Крлежа сведочи како је Ћопић лета 1922. стигао у Београд с наканом да убије краља Александра, истог дана када је допутовала румунска принцеза Марија, која се сутрадан требала удати за краља Александра.
Према Крлежи, Моша Пијаде је одмах дошао да наговара Ћопића да одустане, рекавши да је то штетно за Партију. Пошто је Милан био фанатично одлучан, Пијаде му је убацио у пиће успављујуће средство, те је овај проспавао краљевско венчање. Милан се дуго није могао пробудити, те су морали следећег дана послеподне позвати лијечника, који му је испумпао желудац и довео га у нормално стање. Милан је ускоро после овог поновно отпутовао из земље, у октобру или почетком новембра.

### Илегални рад по Европи
Према Ћопићевој изјави полицији, у Француској је живио од 1922. до 1934. године, у разним градовима. Новембра 1934. је преко Немачке и Чешке прешао у Пољску. На путу у Пољску је био притворен крај Штутгарта на 23 дана, а у Моравској Острови четири дана. Поново је притворен у Пољској »ради прекршаја путничких прописа«. Очак оцењује да његова шетња по Француској, Пољској и Чехословачкој, наводи на мисао да је могао бити послан од Москве (Коминтерне или НКВД) са специјалним задатком у Европу. Његов боравак у Француској провјеравала је југословенска амбасада у Паризу. Према њиховим подацима, Ћопић је био истеран јер је »имао више пасоша на разна имена«, између осталих Јосип Вински и Милан Латковић.
После затвора у Пољској упутио се у Варшаву да добије у југословенској амбасади исправе, али је одбијен. Због тога је отишао пешке до Граца и ту се пријавио југословенском конзулу, који му је дао пасош и 11 шилинга за пут до Југославије.

### Кратак повратак у земљу
Милан Ћопић се вратио се у земљу 20. септембра 1935. Године. Неко време је боравио у Сењу, те код сестре у Сушаку, под надзором полиције, док није поново илегално напустио земљу. Из Сушака је кренуо пешице »јер није имао средства за путовање железницом«, преко Београда, Панчева и Вршца. 22. фебруара 1936. прешао илегално је границе Румуније, али је ухапшен и осуђен на 16 дана затвора, те враћен у Југославију.
Након депортације је од југословенске полиције тражио папире и дозволу за трајни боравак у родном Сењу. Чини се да је овим успео да убеди власт у своју »безизлазну ситуацију«, па му опћина плаћа по 10 динара за уздржавање, а месна полиција тражи од управе у Загребу да му допусти боравак где тражи. Након краћег боравка у Сењу, Ћопић 5. јуна 1936. илегално прелази у Аустрију, и поново бива ухапшен. Овај пут полиција га задржава под непосредном контролом у Загребу, али он августа 1936. нестаје.

### Шпански грађански рат
Дана 11. новембра 1936. године стигао је преко Француске у Шпанију. О Милановој улози у Шпанском грађанском рату мало је познато у југословенској хисториографији. Милан "Маријан" Ћопић је био поручник Шпанске републиканске армије. Он је радио у Контраобавештајном одељењу и био управник дисциплинског затвора Интернационалних бригада. Бригаде су држале сопствени затвор, прво у Албасете, а 1938. године је премештен у Кастелдефелс код Барцелоне. Затвор Интернационалних бригада је био изузет из правног система шпанске републике и "једном када би човек доспео тамо био био потпуно у њиховој милости". Према сећању Јосипа Лончарића, тај затвор је по презимену Ћопић назван »Копика«.
Затворски режим је био веома суров, са мноштвом случајева тортуре и насумичних погубљења, услед чега су републиканске власти интервенисале. Године 1938. Милан Ћопић је смењен са места управника затвора. Исте године је у Републици Шпанији оптужен за вансудске егзекуције и тортуру, те осуђен на смрт. Но, казна никада није извршена (наводно због интевенције брата Владимира, утицајног у круговима Коминтерне).

### Смрт
Врло мало се зна о Милановој смрти. Према зборнику сећања шпанских добровољаца, умро је у немачком концентрационом логору 1941, након што је претходно ухапшен у Француској. Према Николи Ковачевићу, Милан је из Шпаније прешао у Белгију, где се, наводно, укључио у покрет отпора и 1941. погинуо у борби против фашиста.